# Арсений (Луговской-Грива)
Епископ Арсений (в миру Семён Луговской-Грива; ум. в 1379 или ок. 1405) — епископ Русской православной церкви, епископ Ростовский, Ярославский и Белозерский.
Происходил из рода князей Луговских, ветви Ростовских князей.
Потерял жену и детей и принял постриг в Богоявленском монастыре, где позже стал настоятелем. Время пострижения его в монашество и возведения во святительский сан точно неизвестно.
В 1365 года стал епископом Ростовским. В Григорьевском монастыре-затворе постриг и рукоположил во диакона преподобного Стефана Пермского.
По одним данным, епископ Арсений умер 20 декабря 1379 г. и погребен в Успенском Соборе. По другим — по неизвестным причинам оставил епархию и удалился на покой и скончался около 1405 г.
По легенде, приведенной ростовским краеведом А. Я. Артыновым, имел сына князя Михаила Семеновича Луговского, который был зятем Симеона, сына Георгия Шимоновича. По этой же легенде, внук Арсения Семен Михайлович Луговской был наместником Сретенской половины Ростова и построил там церковь.